# 野中竜馬
野中 竜馬（のなか りょうま、1989年7月22日 - ）は、広島県出身の自転車プロロードレース選手である。

## 来歴
2008年、鹿屋体育大学に入学。
- Tour du l'Abitibi 区間1勝（第5）

2010年
- ツール・ド・台湾　区間1勝（第4）
- 全日本自転車競技選手権大会男子U23タイムトライアル　優勝

2011年
- クリテリウム in 台場 2011　優勝
- 国体 優勝

2012年、シマノレーシングに加入。
- Challenge des Phosphates　3位